# Aeroportul East Midlands
Aeroportul East Midlands (IATA: EMA, ICAO: EGNX) este un aeroport din Leicestershire, East Midlands, Anglia, Regatul Unit ce deservește zona Nottingham. Aeroportul a fost tranzitat în 2022 de 3.186.367 de pasageri. A fost deschis în 1965 și numit după East Midlands.
Situat la o altitudine de 93 m, aeroportul dispune de 1 pistă. Este operat de Manchester Airports Group⁠(d).

## Infrastructură

### Piste
Aeroportul dispune de o singură pistă. Pista 09/27 are suprafața de asfalt și dimensiunile 2.893 m × 45 m. 